# Jeziorko Bielawskie Dolne

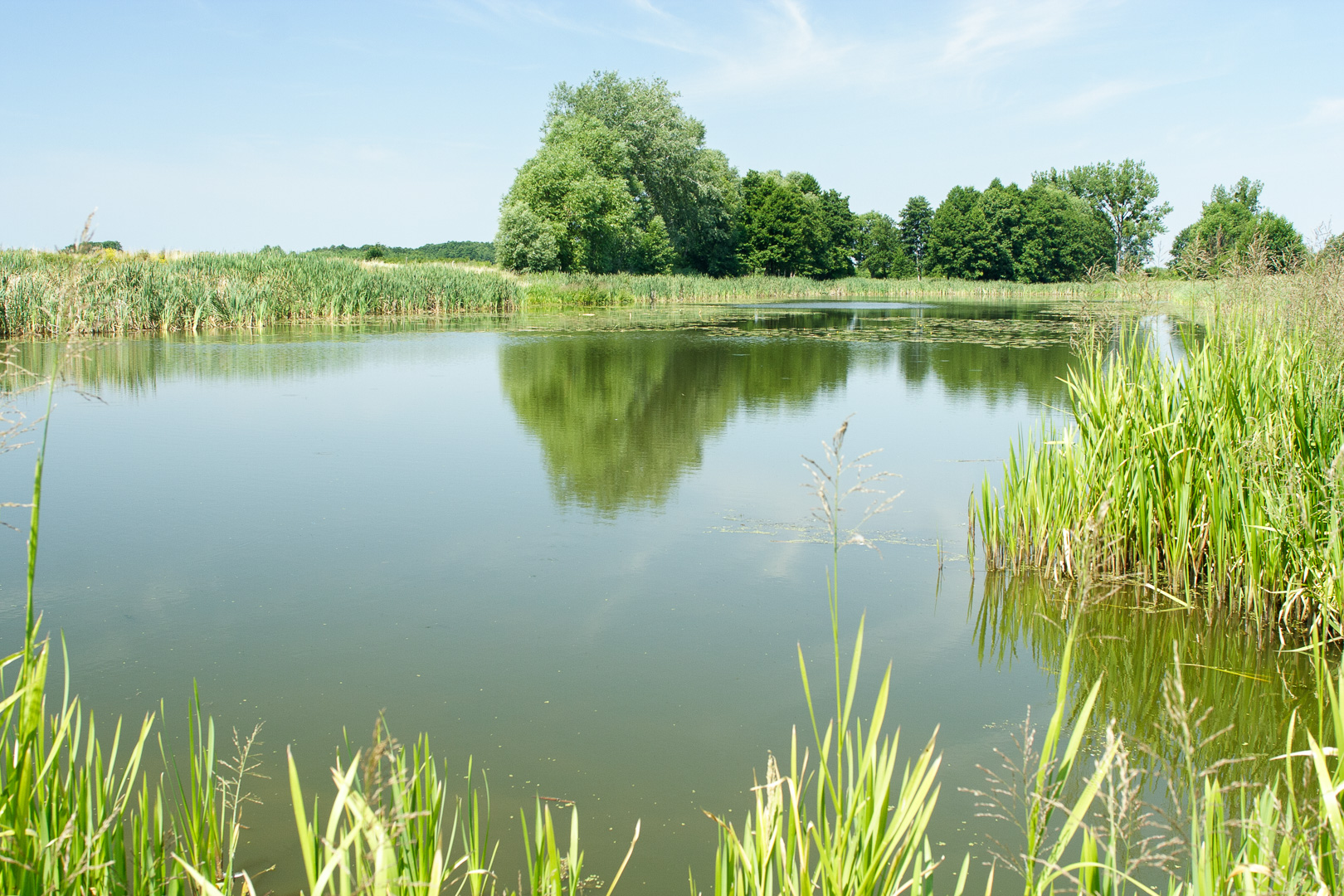
Jeziorko Bielawskie Dolne wzdłuż.

Jeziorko Bielawskie Dolne – starorzecze Wisły (łacha wiślana) znajdujące się w pobliżu wsi Bielawa w powiecie piaseczyńskim, w województwie mazowieckim, tuż na południe od granicy Warszawy.
Jezioro jest wydłużone, jego brzegi niskie, zabagnione, porośnięte olchami.
Na mapach z początku XX wieku jest zaznaczany jeden zbiornik obejmujący obydwa obecne jeziorka Bielawskie - Górne i Dolne, na mapie z 1838 roku są jednak dwa jeziorka połączone z sobą ciekiem wodnym lub silnym przewężeniem.
Jeziorko położone jest na tarasie zalewowym Wisły na jej lewym brzegu pod skarpą tarasu nadzalewowego IIa (Wilanowskiego).
Zbiornik jest częścią około 12 km ciągu wodnego 6-u przepływowych starorzeczy (łach) Wisły zaczynającego się w Jeziorku Bielawskim Górnym i kończącego Jeziorkiem Wilanowskim, część. , połączonych rowami melioracyjnymi, głównie poprzez Rów Powsinkowy. Są one pozostałością dawnego koryta Wisły. Z Jeziorka Wilanowskiego woda dalej uchodzi Kanałem Królewskim do Wilanówki.
W wyżej opisanym ciągu wodnym występują płoć, karaś oraz lin, leszcz, karaś srebrzysty.
Jeziorko Bielawskie Dolne położone jest na terenie Warszawskiego Obszaru Chronionego Krajobrazu (Dz. Urz. Woj. Maz. Nr 42/14.02.2007 r., poz. 870).